# Levič
Levič je naselje v Občini Slovenska Bistrica.